# Ann Burton

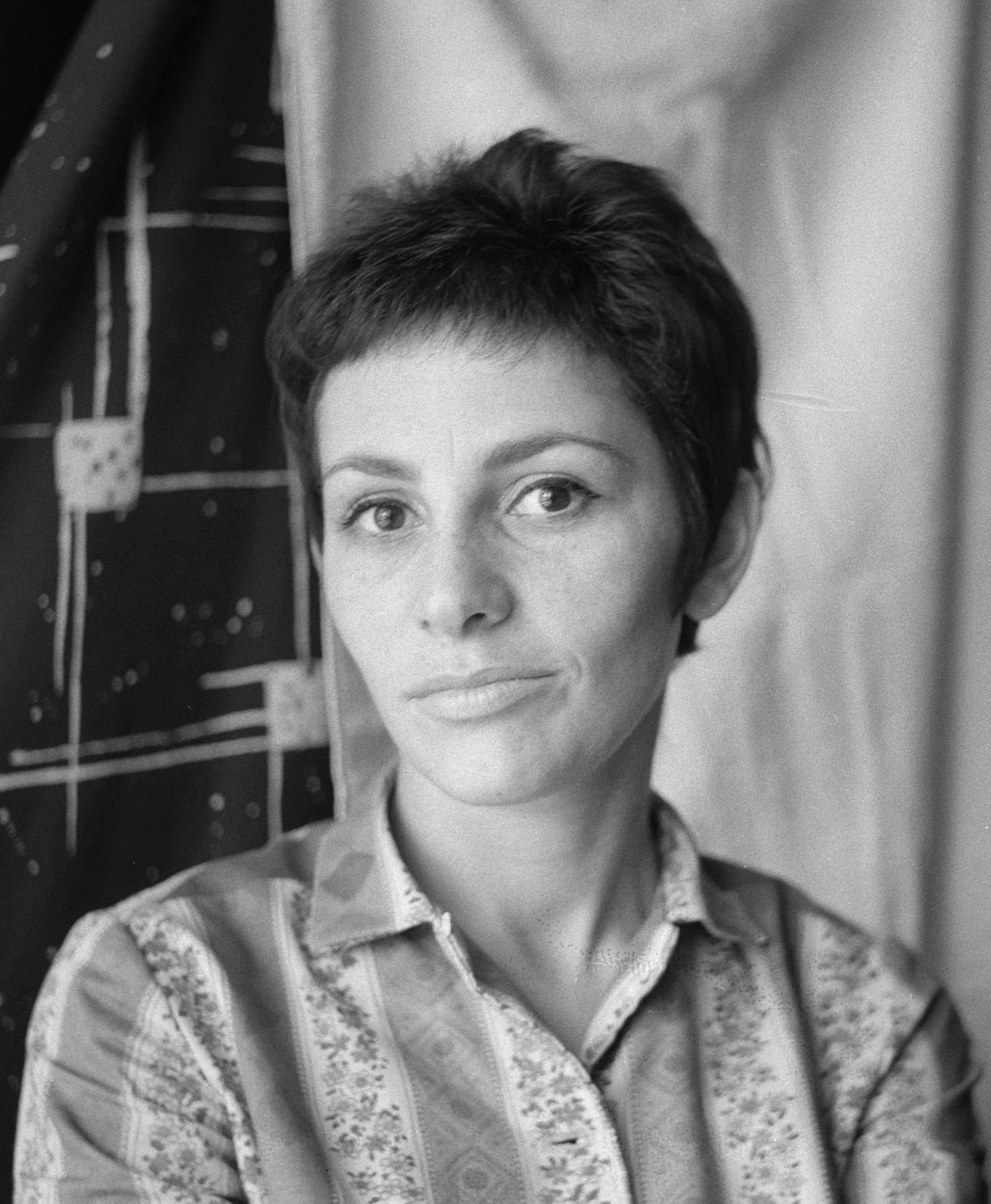
Ann Burton (1961)

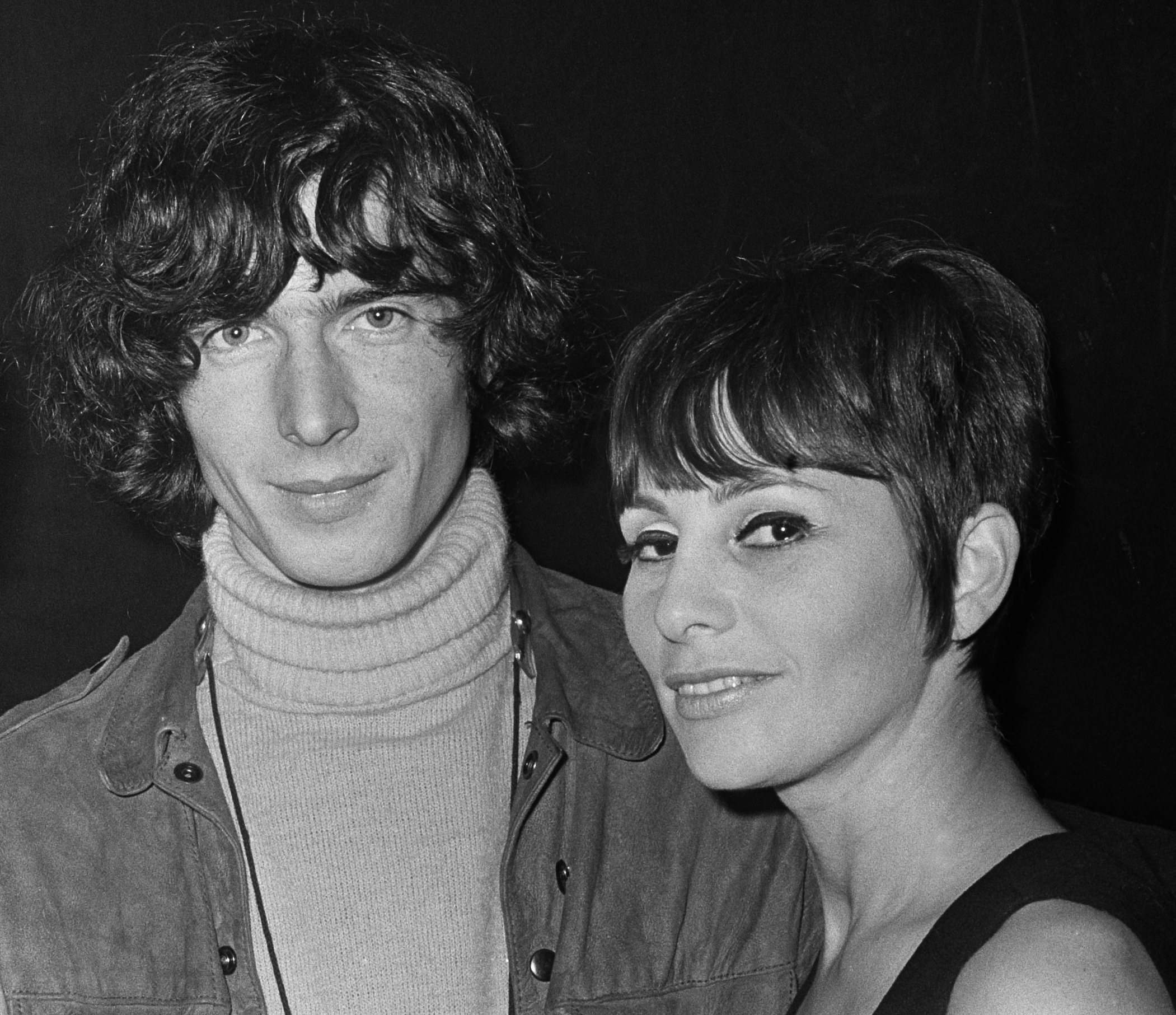
Boudewijn de Groot und Ann Burton (1966)

Ann Burton (eigentlich Johanna Rafalowicz; * 4. März 1933 in Amsterdam; † 29. November 1989 ebenda) war eine niederländische Jazzsängerin.

## Leben und Wirken
Burton begann ihre musikalische Karriere als Sängerin eines Quintetts in Luxemburg. Nach ihrer Rückkehr in die Niederlande sang sie Jazzmusik mit dem Trio von Frans Elsen, mit dem sie 1965 eine EP aufnahm. Später wurde sie Mitglied von Ramses Shaffys Gruppe Shaffy Chantant.
Ende der 1960er Jahre wurde der Produzent John J. Vis auf sie aufmerksam. Er produzierte mit der bis dahin eher unbekannten Sängerin 1967 das Album Blue Burton, auf dem sie von Louis van Dijks Band begleitet wurde, und mit dem sie in den Niederlanden schlagartig bekannt wurde. 1969 wurde sie für das Album mit dem Edison, der bedeutendsten Auszeichnung der niederländischen Plattenindustrie ausgezeichnet. In Zusammenarbeit mit Vis erschienen auch die folgenden Alben Ballads & Burton (1969) und Ann Burton Sings for Lovers and Other Strangers (1972).
1973 ging Burton nach Japan, wo sie die populärste Jazzsängerin nach Ella Fitzgerald wurde. Sie nahm in Tokio mehrere Alben auf und arbeitete seit Ende der 1970er Jahre in New York. 1989 starb sie nach langer Krankheit.

## Auswahl-Diskografie
- Blue Burton, mit Louis van Dijk, Jacques Schols, John Engels, Piet Noordijk, 1967
- Ballads&Burton, 1969
- Ann Burton Sings for Lovers and Other Strangers, mit Rob Madna, Rob Franken, Wim Overgaauw, Ruud Jacobs, Louis Debij, 1972
- Misty Burton, mit Kunimitsu Inaba, Ken McCarthy, Hiroshi Murakami, 1973
- By Myself Alone, mit Masahiko Sato, 1974
- Burton for Certain mit Kunimitsu Inaba, Ken McCarthy, Toshio Ohsumi, 1977
- Rainy Days and Mondays mit Kunimitsu Inaba, Ken McCarthy, Toshio Ohsumi, 1977
- Skylark mit Frans Elsen, Kunimitsu Inaba, Victor Kaihatu, Ken McCarthy, Tetsujiroh Obara, 1977, 1980
- Live in Japan mit Ken McCarthy, 1977
- New York State of Mind mit Grady Tate, Buster Williams, 1979
- It Might As Well Be Love, 1984
- Everything Happens, 1988
- Ann Burton & Mark Murphy Meet the Rob Agerbeek Trio That's all, 2004 (rec. 1987), mit Harry Emmery, Frits Landesbergen